# Пулавський плацдарм
Пулавський плацдарм знаходився на лівому березі річки Вісла поблизу міста Пулави, був захоплений у кінці липня — на початку серпня 1944 року частинами Першого Білоруського фронту (командував маршал СРСР Костянтин Рокоссовський) в завершальних боях Люблін-Берестейської операції.
В ніч з 28 на 29 липня два полки 134-ї стрілецької дивізії (керував з 30 липня полковник Олександр Бойцов — генерал Володимир Марценкевич напередодні загинув при авіаційному нальоті)) непомітно форсують Віслу, ранковою атакою німецькі сили вибиті із села Бжесце (ґміна Бабошево) та захоплено невеликий плацдарм, який згодом розширявся, були полонені вояки 11-го поліцейського полку.
З 29 липня по 1 серпня 1944 року підрозділи 69-ї армії (керував генерал Володимир Колпакчи) — в їх складі 247-ма Рославльська стрілецька дивізія (генерал Григорій Мухін) — форсують Віслу, до якої вийшли 28 липня, в 6-ти місцях на фронті у 25 кілометрів та займають 3 тактичні плацдарми, що були величиною 3-4 кілометри по фронту і вглиб до 1-2 км. Бої відбувалися з німецькими 56-го танковим корпусом та 17-та й 214-та піхотні дивізії.
Протягом боїв 30-31 липня піхотинці 738-го плку відбили під Бжесце кілька контратак противника, вбивши до 400 солдатів.
Перед Пулавським плацдармом нацистська 17-та піхотна дивізія тримала 15-кілометровий фронт, мала із засобами посилення 9 батальйонів, 294 гармати, 118 мінометів, 62 танки та САУ й 585 кулеметів, система оборони складалася із 3-х ліній, по передньому краю були намотані суцільні загородження із спіралі Бруно та мінні поля вглиб до 100 метрів.
В подальших боях за утримання та розширення плацдармів були задіяні підрозділи 8-ї гвардійської армії (керував генерал Василь Чуйков), було захоплено Маґнушевський плацдарм, на який відтягується велика кількість нацистських сил з оперативних резервів та літаки Люфтваффе.
У контратаці 1 серпня нацистські сили в кількості близько 25 танків та 10 САУ атакують позиції, займані батальйоном капітана Дмитра Іванова, в ході бою було ліквідовано 10 танків та 4 САУ, втрати артилеристів склали 2 гармати, плацдарм було відстояно, капітан Іванов згодом вдостоєний звання Героя СРСР.
2 серпня починається наступ на лівому березі Вісли частин 69-ї армії із 11-м танковим корпусом за сприяння підрозділів 1-ї армії Війська Польського, німецьку оборону було подолано, до кінця дня глибина просування сягла 3-6 кілометрів, об'єднано центральний та плацдарм з лівого флангу в один, котрий сягнув 24 кілометрів по фронту і вглиб 8 км.
Пртягом 5-го — 14 серпня нацистські сили здійснюють ряд контратак, що мали на меті ліквідувати плацдарм, займаний силами 69-ї армії та Війська Польського, однак успіху вони не досягли.
В наступних боях з — 15 серпня починаючи — було створено єдиний плацдарм, котрий станом на 27 серпня сягав до 30 кілометрів по фронту та вглиб до 10 км.
У часі серпневих боїв за плацдарм — по радянських даних — було вбито до 15000 німецьких вояків та знищено 50 ворожих танків й штурмових гармат.
У грудні 1944 року інженерні війська будують 5-ть переправ через Віслу, по яких на плацдарм у кінці грудня та початку січня 1945 переходить 312-та Смоленська стрілецька дивізія — для посилення планованого подальшого наступу.
В подальшому з Пулавського плацдарму у часі Варшавсько-Познанської операції 33-тя (командував генерал В'ячеслав Цвєтаєв) та 69-ї армії Першого Білоруського фронту, посилені 9-м та 11-м танковими корпусами, здійснили удар на початковому етапі у напрямі на Лодзь, 17 січня була зайнята Варшава.
14 січня 1945 року з Пулавського плацдарму в наступ йдуть полки 49-ї стрілецької дивізії. За перший день боїв було прорвано нацистські лінії оборони, 212-й стрілецький полк дивізії біля села Бабин знищив мінометний та 5 кулеметних розрахунків, до вечора було зайнято 3 населені пункти; чотири вояки були вдостоєні звання Героя СРСР — комбат Павло Суботін, замполіт батальйону Василь Ровенський, командир роти Петро Дмитрієв та командир роти Василь Шошин.
312-та стрілецька дивізія (генерал Олександр Моісеєвський, підпорядковувалася керівництву 91-го стрілецького корпусу — генерал-майор Федір Волков) наступає на позиції нацистської 17-ї стрілецької та в напрямі Полічни, першим йшов батальйон майора Дауда Нехая, посилений танковою ротою, що зміг прорвати нацистську оборону на 12 кілометрів (згодом майор Нехай вдостоєний звання Героя СРСР). Лейтенант Михайло Костриков в запеклому наступальному бою убив до взводу нацистів біля села Курошув, за що був нагороджений другим орденом Олександра Невського.
Із Сандомирського плацдарму наступала 117-та гвардійська стрілецька дивізія, до вечора спільний наступ сягнув населеного пункту Марковоля.
Капітан Павло Улицький біля містечка Нова Мшадла на південний захід від міста Пулави 14 січня під час атаки перебував біля самохідної артилерійської установки, керуючи вогнем дивізіону. У розпал бою самохідна артилерійська установка була підпалена і оточена противником; Улицький викликав вогонь артилерії на себе. Вибравшись з палаючої машини, повів за собою в атаку передові ланцюги стрільців — за це був вдостоєний звання Героя СРСР.
Протягом 14 — 16 січня відзначився командир взводу пішої розвідки 738-го стрілецького полку Дмитро Жеребилов при прориві біля населеного пункту Коханув західніше Пулави — доставлені ним розвіддані виявилися цінними при рекогносцируванні наступу; в лютому того ж року вдостоєний звання Героя СРСР.